# Maria Lucimar Pereira
Maria Lucimar Pereira (Feijó, 3 de setembro de 1890 — Feijó, 21 de maio de 2022), foi uma indígena supercentenária brasileira. Seu nome original indígena é Parã Banu Bake Huni Kui, porém ela teve que registrar-se com um nome aceitável perante o cartório brasileiro.
Ela vivia no oeste da Amazônia brasileira e pertence a uma tribo indígena de etnia Kaxinawá. De acordo com Instituto Nacional do Seguro Social (INSS), ela nasceu em 3 de setembro de 1890, o que fazia dela a pessoa mais velha do mundo. Funcionários do INSS dizem que eles a descobriram ao fazer um registro de nascimento da mesma.
Ela falava somente a língua Kaxinawá e nunca viveu em uma cidade, ocasionalmente viajava para a cidade mais próxima, Feijó. Sua certidão de nascimento foi aprovada em 1985.  Na sua aldeia, a velhice não parece incomum. Quatro das 80 pessoas que vivem na aldeia têm mais de 90 anos de idade. Maria Lucimar vivia numa região quase totalmente isolada da Amazônia, sem sinal de celular ou TV. Os trabalhadores sociais brasileiros ainda estão tentando verificar se há algum erro em sua certidão de nascimento, mas não foram encontradas irregularidades até agora.
Morava na Aldeia Boca do Grota, no seringal Curralinho, no interior do Acre
Maria Lucimar Pereira morreu em Feijo, Acre, Brasil, em 21 de maio de 2022, aos 131 anos e 260 dias.